# Юзук
Юзук (дари يوزوک) — кишлак на северо-востоке Афганистана, в вилаяте (провинции) Бадахшан. Входит в состав района Вахан.

## Географическое положение
Юзук расположен на северо-востоке Бадахшана, в высокогорной местности, на левом берегу реки Пяндж, вблизи государственной границы с Таджикистаном, на расстоянии приблизительно 154 километров к востоку от города Файзабада, административного центра вилаята. Абсолютная высота — 2808 метров над уровнем моря. Ближайшие населённые пункты — кишлак Ишмург (выше по течению Пянджа), кишлак Хандуд (ниже по течению Пянджа).

## Население
В национальном составе преобладают ваханцы.